# Bunchosia deflexa
Bunchosia deflexa är en tvåhjärtbladig växtart som beskrevs av José Jéronimo Triana och Planch.. Bunchosia deflexa ingår i släktet Bunchosia och familjen Malpighiaceae. Inga underarter finns listade i Catalogue of Life.